# Detlef Kästner
Detlef Kästner, född den 20 mars 1958 i Wurzen i Sachsen, är en östtysk boxare som tog OS-brons i lätt mellanviktsboxning 1980 i Moskva. I semifinalen förlorade han med 0-5 mot sovjetiske boxaren Aleksandr Kosjkijn.